# سازالا
سازالا (انگلیسی: Sazala) یک شهرک در شهرستان زیانچورینسکی استان باشقیرستان کشور روسیه است.